# Silwingen
Silwingen est un quartier de la ville de Merzig en Sarre.

## Géographie

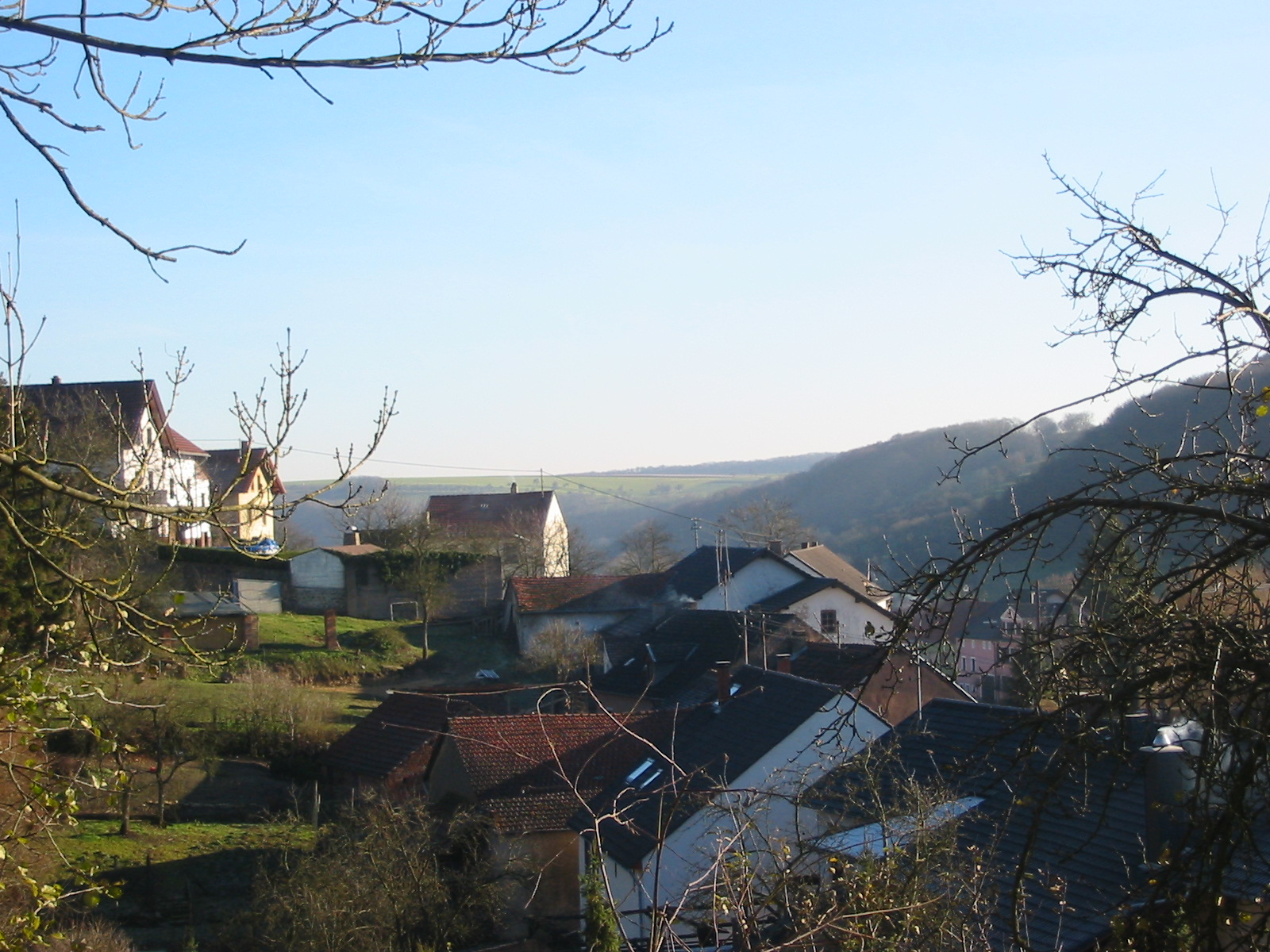

## Histoire
Village cédé au royaume de France par la convention du premier juillet 1778.
Était un village de l'arrondissement de Thionville dans le canton de Sierck, sous le nom de Silving (alias Sylving). Cédé à la Prusse en 1814.
Ancienne localité indépendante, devint Quartier de Merzig en 1974.